# Gouvernement Zaplana II
 Communauté valencienne
Zaplana I Olivas
Le gouvernement Zaplana II est le gouvernement de la Communauté valencienne entre le 23 juillet 1999 et le 25 juillet 2002, durant la Ve législature du Parlement valencien. Il est présidé par Eduardo Zaplana.

## Coalition et historique
Dirigé par le président de la Généralité valencienne conservateur Eduardo Zaplana, ce gouvernement est constitué et soutenu par le Parti populaire de la Communauté valencienne (PPCV). À lui seul, il dispose de 49 députés sur 89, soit 55,1 % des sièges du Parlement valencien.
Il est formé à la suite des élections au Parlement valencien du 13 juin 1999 et succède au gouvernement Zaplana I, constitué et soutenu par le PPCV et l'Union Valencienne (UV). À l'occasion de ce scrutin, les conservateurs remportent une nette majorité absolue tandis que les régionalistes perdent après seize ans toute représentation parlementaire.

## Composition

### Initiale (23 juillet 1999)
| Fonction                                                        | Titulaire | Titulaire               | Parti |
| --------------------------------------------------------------- | --------- | ----------------------- | ----- |
| Président de la Généralité                                      |           | Eduardo Zaplana         | PPCV  |
| Premier vice-président                                          |           | José Luis Olivas        | PPCV  |
| Second vice-président                                           |           | José Joaquín Ripoll     | PPCV  |
| Conseiller à l'Économie et aux Finances                         |           | Vicent Rambla           | PPCV  |
| Conseiller aux Travaux publics, à l'Urbanisme et aux Transports |           | José Ramón García Antón | PPCV  |
| Conseiller à la Culture, à l'Éducation et à la Science          |           | Manuel Tarancón         | PPCV  |
| Conseiller à la Santé                                           |           | José Emilio Cervera     | PPCV  |
| Conseiller à l'Industrie et au Commerce                         |           | Fernando Castelló       | PPCV  |
| Conseiller à l'Agriculture, à la Pêche et à l'Alimentation      |           | Àngels Ramón-Llin       | PPCV  |
| Conseiller à l'Environnement                                    |           | Fernando Modrego        | PPCV  |
| Conseiller à la Justice et à l'Administration publique          |           | Serafín Castellano      | PPCV  |
| Conseiller à l'Emploi                                           |           | Rafael Blasco           | PPCV  |
| Conseiller au Bien-être social                                  |           | Carmen Más Rubio        | PPCV  |

### Remaniement du 22 mai 2000
- Les nouveaux conseillers sont indiqués en gras, ceux ayant changé d'attributions en italique.

| Fonction                                                        | Titulaire | Titulaire               | Parti |
| --------------------------------------------------------------- | --------- | ----------------------- | ----- |
| Président de la Généralité                                      |           | Eduardo Zaplana         | PPCV  |
| Premier vice-président                                          |           | José Luis Olivas        | PPCV  |
| Second vice-président                                           |           | José Joaquín Ripoll     | PPCV  |
| Conseiller à l'Économie, aux Finances et à l'Emploi             |           | Vicent Rambla           | PPCV  |
| Conseiller aux Travaux publics, à l'Urbanisme et aux Transports |           | José Ramón García Antón | PPCV  |
| Conseiller à la Culture et à l'Éducation                        |           | Manuel Tarancón         | PPCV  |
| Conseiller à la Santé                                           |           | Serafín Castellano      | PPCV  |
| Conseiller à l'Innovation et à la Compétitivité                 |           | Fernando Castelló       | PPCV  |
| Conseiller à l'Agriculture, à la Pêche et à l'Alimentation      |           | Àngels Ramón-Llin       | PPCV  |
| Conseiller à l'Environnement                                    |           | Fernando Modrego        | PPCV  |
| Conseiller à la Justice et à l'Administration publique          |           | Carlos González Cepeda  | PPCV  |
| Conseiller au Bien-être social                                  |           | Rafael Blasco           | PPCV  |
| Porte-parole du conseil                                         |           | Alicia de Miguel García | PPCV  |